# Vanessa abyssinica
Vanessa abyssinica, a almirante-abissínia, é uma borboleta da família Nymphalidae. Pode ser encontrada na Etiópia, Quénia, Tanzânia, Uganda, Ruanda e República Democrática do Congo. O habitat localiza-se em florestas montanas.
As larvas se alimentam de Urtica massaica e Obetia pinnatifida.
Tradicionalmente, essa espécie era considerada membro do gênero Antanartia, mas foi recentemente encontrada como membro do grupo de espécies V. atalanta.

## Subespécies
- Vanessa abyssinica abyssinica (Etiópia)
- Vanessa abyssinica jacksoni Howarth, 1966 (planalto do Quênia, norte da Tanzânia)
- Vanessa abyssinica vansomereni Howarth, 1966 (oeste de Uganda, Ruanda, República Democrática do Congo: leste de Kivu e Ituri)